# Lorena Brandl
Lorena Brandl (Kelheim, 15 de mayo de 1997) es una deportista alemana que compite en taekwondo.
Ganó una medalla de bronce en el Campeonato Mundial de Taekwondo de 2022 y una medalla de oro en el Campeonato Europeo de Taekwondo de 2024, ambas en la categoría de +73 kg.

## Palmarés internacional
| Campeonato Mundial | Campeonato Mundial   | Campeonato Mundial | Campeonato Mundial |
| Año                | Lugar                | Medalla            | Categoría          |
| ------------------ | -------------------- | ------------------ | ------------------ |
| 2022               | Guadalajara (México) | Medalla de bronce  | +73 kg             |
| Campeonato Europeo |                      |                    |                    |
| Año                | Lugar                | Medalla            | Categoría          |
| 2024               | Belgrado (Serbia)    | Medalla de oro     | +73 kg             |